# Felice Boselli

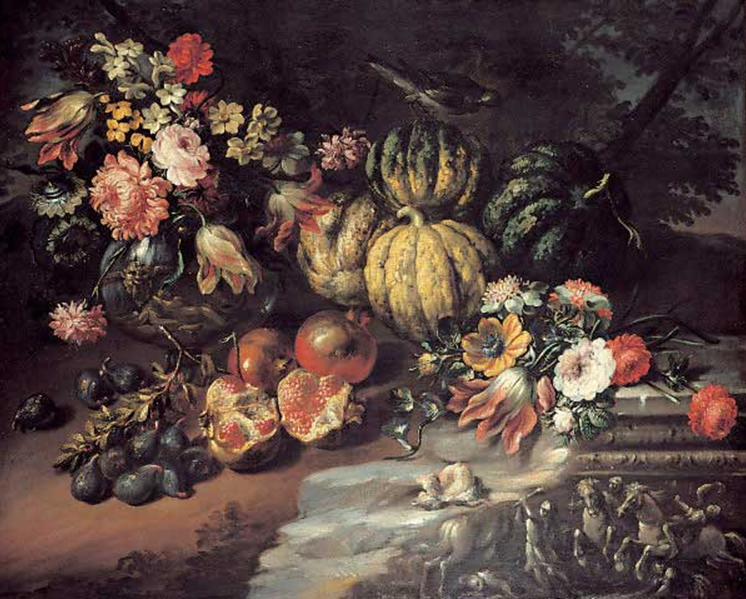
Stillleben
mit Kürbissen, Granatäpfeln und Feigen, um 1700

Felice Boselli (* 20. April 1650 in Piacenza; † 23. August 1732 in Parma) war ein italienischer Maler. 
Er war 1665 bis 1669 Schüler von Michelangelo Nuvolone. In seiner Werkstatt traf er den Maler Angelo Maria Crivelli genannt il Crivellone, der einen Einfluss auf seine späteren Werke ausübte.
Boselli malte hauptsächlich Stillleben, die Gemüse und Wildbret in Küchen und Speisekammern darstellten, sowie Bilder mit Vanitas-Darstellungen.
Er schuf auch 1702 Fresken in der Kirche Santa Brigida zu Piacenza.
Seine Bilder befinden sich hauptsächlich in den Museen Norditaliens.